# Pfarrkirche Eschenau

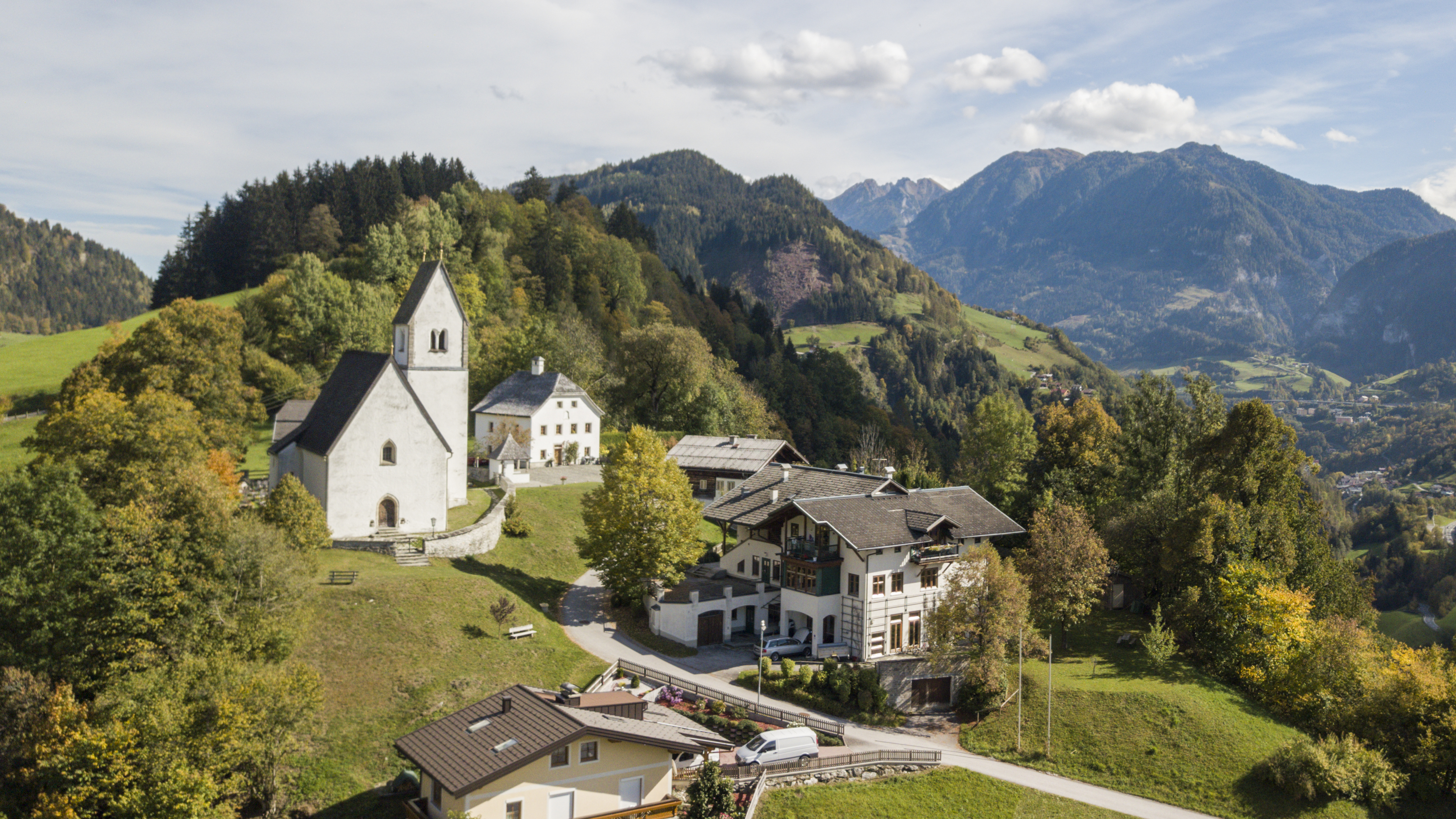
Katholische Pfarrkirche hl. Margaretha in Eschenau

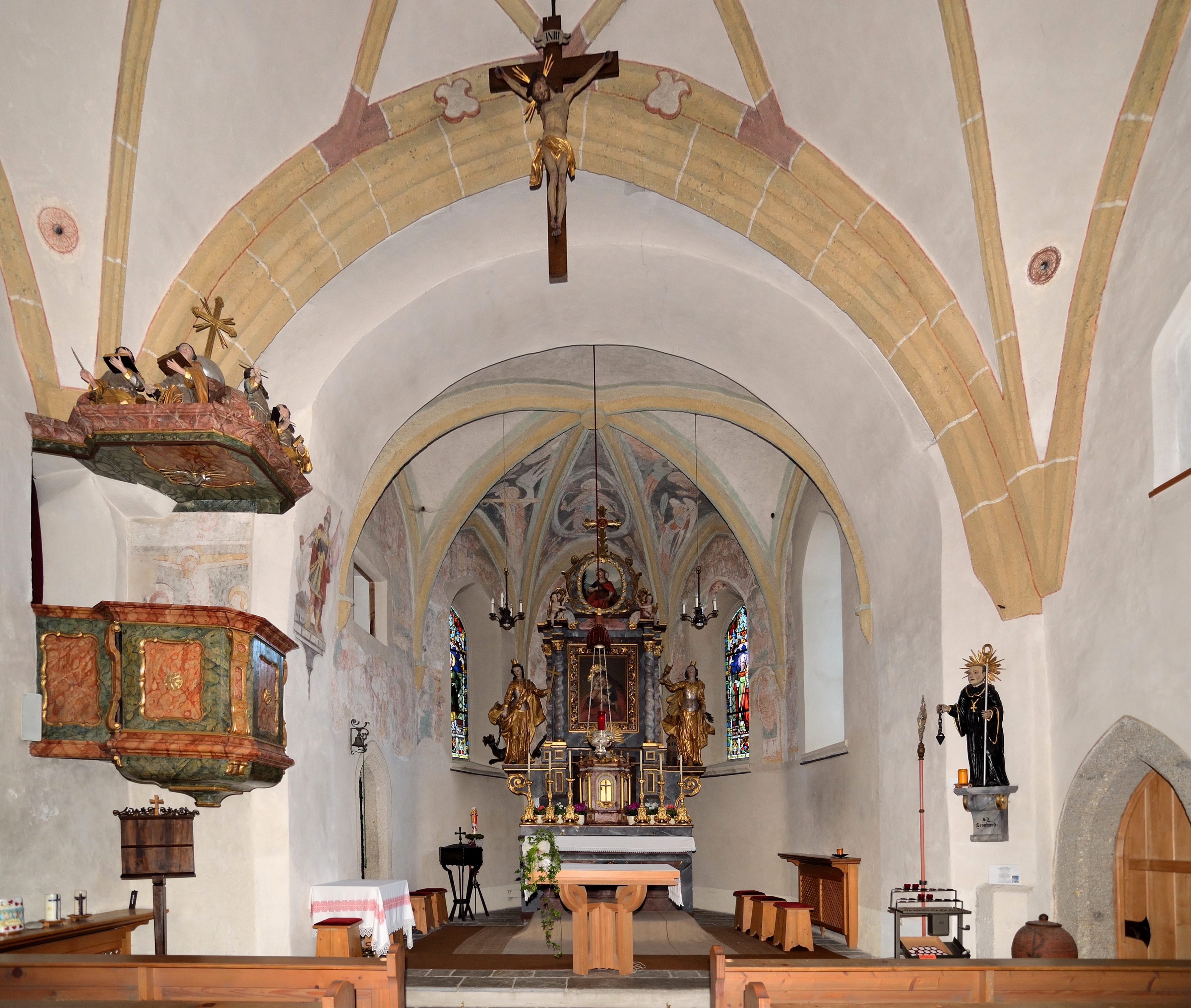
Langhaus, Blick zum Chor

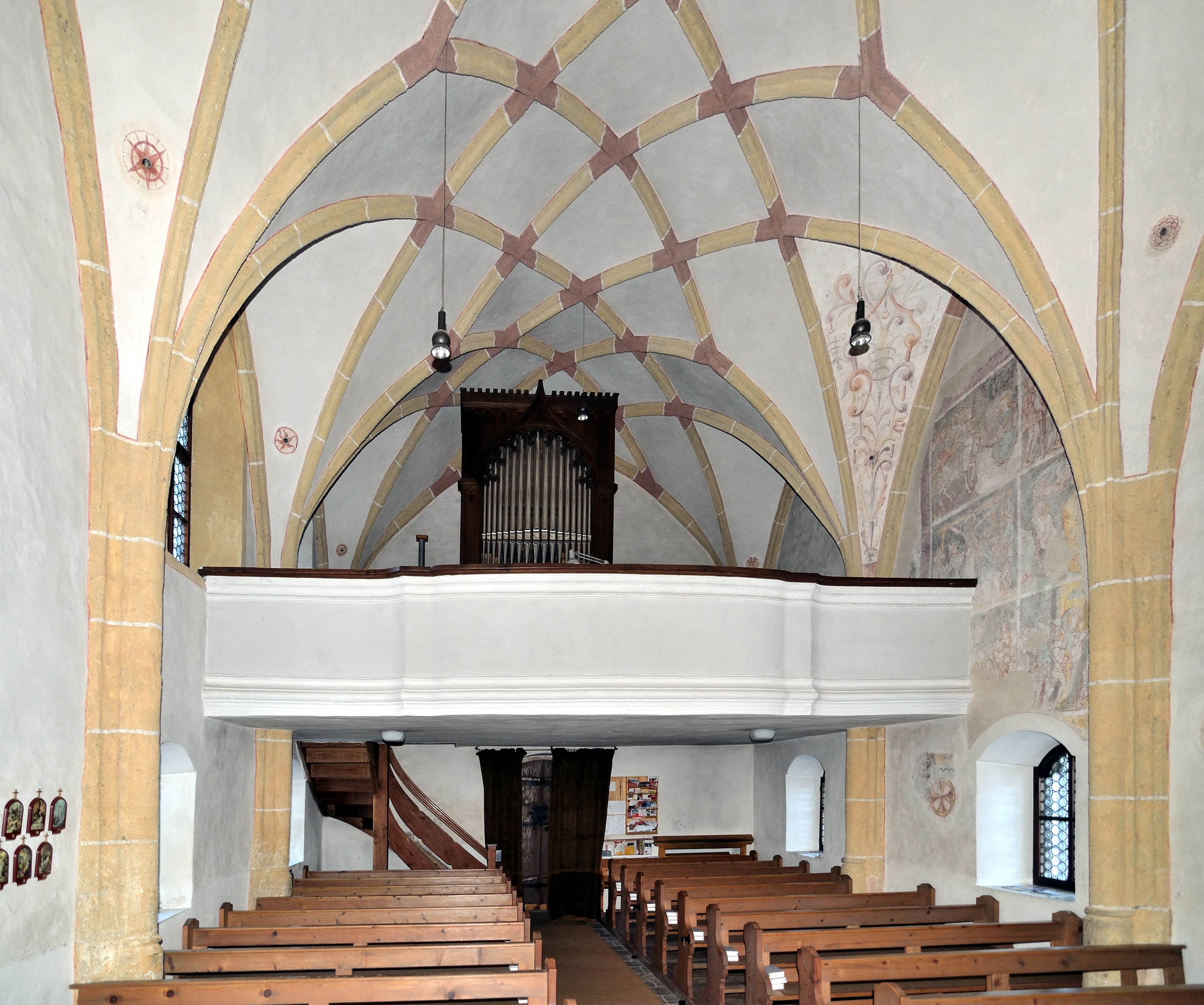
Langhaus, Blick zur Empore

Die römisch-katholische Pfarrkirche Eschenau steht auf einem steil ansteigenden Hügel im Osten des Kirchweilers Eschenau im Pinzgau in der Marktgemeinde Taxenbach im Bezirk Zell am See im Land Salzburg. Die dem Patrozinium der Heiligen Margareta unterstellte Pfarrkirche gehört zum Dekanat Taxenbach in der Erzdiözese Salzburg. Die Kirche steht unter Denkmalschutz (Listeneintrag).

## Geschichte
Urkundlich wurde 1394 eine Kirche genannt. Die Pfarre wurde 1891 gegründet.

## Architektur
Der gotische Kirchenbau ist von einem Friedhof umgeben.
Das schlichte Kirchenäußere zeigt ein Langhaus unter einem Satteldach mit einer westlichen Giebelfront mit einem gekehlten spitzbogigen zum Rundbogen geschlossenen Portal, darüber befindet sich ein spitzbogiges Fenster. Die untere Fensterreihe des Langhauses hat barocke Fenstergewände. Der einspringende Chor mit einem polygonalen Schluss hat spitzbogige Fenster, das Fenster am Chorhaupt ist vermauert. Nördlich steht ein zweigeschoßiger Sakristeianbau, südlich der gotische Turm, der Turm ist ungegliedert, das oberste Geschoß zeigt eine Eckquadrierung, Biforenfenster und ein Gesims, der Turm trägt ein Satteldach.
Das Kircheninnere zeigt ein dreijochiges einschiffiges Langhaus, durch ein Fragment eines Freskos an der Nordwand aus der zweiten Hälfte des 14. Jahrhunderts, mit einem Zweiparallelrippengewölbe auf gekehlten Diensten aus der zweiten Hälfte des 15. Jahrhunderts, in der Langhaussüdwand mit einem spitzbogigen abgefasten Turmportal. Der Triumphbogen ist spitzbogig. Der Chor mit einem Fünfachtelschluss hat ein Rippengewölbe auf Konsolen und nördlich ein spitzbogiges abgefastes Sakristeiportal. Die Westempore im Langhaus ist barock.
Die gotische Wandmalerei aus der zweiten Hälfte des 14. Jahrhunderts wurde 1982 freigelegt, es zeigt umfangreiche Reste einer Ausmalung des Chorgewölbes und der Chorwände mit den Darstellungen Weltgericht, Marientod, Anbetung der Könige, Verkündigung und Heilige. Die nördliche Langhauswand zeigt Reste der Margarethenlegende aus der zweiten Hälfte des 14. Jahrhunderts, im zweiten Joch befindet sich in der Stichkappe eine Dekorationsmalerei aus dem 17. Jahrhundert, es gibt Apostelkreuze aus dem 14. und 15. Jahrhundert. Die Nordseite des Chorbogens zeigt den hl. Florian aus 1830. Die Glasfenster zeigen die Heiligen Rupert, Virgil, Antonius von Padua, gemalt von Georg Boos 1897.

## Einrichtung
Der Hochaltar wurde aus verschiedenen Teilen zusammengebaut, er zeigt das Bild Mariahilf aus dem 19. Jahrhundert und das Oberbild hl. Barbara aus dem späten 18. Jahrhundert und trägt die Konsolfiguren der Heiligen Margaretha und Barbara aus dem Anfang des 18. Jahrhunderts.
Die Kanzel entstand um 1790, der Schalldeckel trägt Figuren der Vier Evangelisten. Das Kruzifix ist barock. Es gibt die Konsolfigur hl. Leonhard.
Die Orgel baute Mauracher 1850. Eine Glocke nennt Caspar Immendorfer 1754.